# يوحنا راسموسن
يوحنا راسموسن (بالدنماركية: Knud Johan Victor Rasmussen)‏ (و. 1879 – 1933 م) هو مستكشف، وعالم إنسان، وpolar explorer ‏، وعالم في الأتنيات ‏، ومؤلف، من الدنمارك، ولد في إيلوليسات، توفي في كوبنهاغن، عن عمر يناهز 54 عاماً.

## جوائز وترشيحات
حصل على جوائز منها:
- وسام تشارلز باتريك دالي (1924)
- ميدالية المؤسس  [لغات أخرى]‏ (1923)
- Vega Medal  [لغات أخرى]‏ (1919)
- نيشان النجم القطبي - فارس من الرتبة الثانية
- نيشان القديس أولاف من رتبة قائد
- الدكتوراه الفخرية من جامعة سانت أندروز
- Knight of the Order of the Dannebrog  [لغات أخرى]‏
- وسام الوردة البيضاء الفنلندي برتبة قائد  [لغات أخرى]‏.

ترشح لـ:
- جائزة نوبل في الأدب (1929).[5]

## وصلات خارجية
- يوحنا راسموسن على موقع IMDb (الإنجليزية)
- يوحنا راسموسن على موقع الموسوعة البريطانية (الإنجليزية)